# Općevac
Općevac (pronunciado en español: Opchevaz) es una localidad de Croacia en la ciudad de Čazma, condado de Bjelovar-Bilogora.

## Geografía
Se encuentra a una altitud de 109 m s. n. m. a 53,5 km de la capital nacional, Zagreb.

## Demografía
En el censo 2011, el total de población de la localidad fue de 116 habitantes.
| Gráfica de población de Općevac 1857-2011                           |
|                                                                     |
| Según los censos de población de la oficina estadística de Croacia. |